# Pianoforte elettrico Wurlitzer
Il pianoforte elettronico Wurlitzer, comunemente chiamato il piano elettrico Wurlitzer o familiarmente "Wurli", è una serie di vari modelli di piani elettrici prodotti e commercializzati da Wurlitzer dalla metà degli anni 1950 ai primi anni 1980.

## Caratteristiche
Il suono viene generato colpendo una serie di lamine metalliche (dette "reeds", ance) con un martelletto, vibrazione raccolta da un pick-up elettrico. Sebbene concettualmente simile al piano Rhodes, il suono è diverso, in generale meno ricco di sonorità metalliche rispetto al Rhodes. Il timbro è più nitido e più vicino a un'onda a dente di sega, rispetto al Rhodes che invece è più vicino a un'onda sinusoidale . Ciò conferisce al Wurlitzer un tono più incisivo. Quando suonato delicatamente, il suono può essere abbastanza dolce e simile a un vibrafono, suonando molto simile al Rhodes; mentre diventa più aggressivo suonando con un tocco più duro, producendo un caratteristico tono leggermente "overdrive" (saturo e leggermente distorto), solitamente descritto come un "latrato".
L'accordatura del Wurlitzer si presentava piuttosto problematica, in quanto le viti e i meccanismi erano assai complicati e di difficile utilizzo, tanto da costringere spesso alla "limatura" manuale delle lamelle per ottenerne la corretta intonazione.
Wurlitzer ha prodotto diversi modelli di pianoforti elettrici, alcuni con consolle a mobile e altri modelli trasportabili da palco con gambe cromate staccabili. Questi ultimi sono diventati molto popolari per l'uso fattone da diversi musicisti rock e R&B negli anni 1960 e '70. Tra quelli che ne hanno fatto un uso frequente si segnalano Ray Charles e Joe Zawinul. I Supertramp hanno usato in modo peculiare il piano elettrico Wurlitzer, rendendolo l'elemento caratteristico delle loro sonorità.

## Modelli[2]

### A mobile (consolle in legno)
Ep 110 (primo modello, 1954), Ep112 , Ep120, Ep720A, Ep270 "Butterfly baby grand"

### Portatili
Ep145, Ep200 (suono "mellow", più dolce), Ep200A (suono "hard" percussivo)